# José María Martínez-Val
José María Martínez-Val Peñalosa (Ciudad Real, 1951) es un escritor, lexicógrafo e ingeniero industrial español.

## Biografía
Doctor ingeniero industrial y catedrático de la Universidad Politécnica de Madrid. Fue finalista del Premio Planeta en 1981 con su novela Llegará tarde a Hendaya. También cultivó la novela histórica en Tinta desde Lepanto (2005). Usa habitualmente el seudónimo José María del Val. También es autor del Diccionario Enciclopédico de Tecnología y del ensayo Un empeño industrial que cambió España: 1850-2000. Es árbitro de la Corte de Arbitraje Industrial de Colegio Oficial de Ingenieros Industriales de Madrid.

## Obras

### Narrativa
- Llegará tarde a Hendaya (1981)
- Espía por espía (1982)
- Tinta desde Lepanto (2005)
- Memorias del muerto. Así cayeron mi siglo y mi idea (2006)

### Obras técnicas y ensayo
- Neutron transport calculations of some fast critical assemblies (1976)
- Con Mireia Piera, Reactores nucleares. Madrid: Universidad Politécnica de Madrid. Escuela Técnica Superior de Ingenieros Industriales. Sección de Publicaciones, 1997
- Un Empeño industrial que cambió España 1850-2000: siglo y medio de ingeniería industrial; presentación Carlos Vera; prólogo: Alfonso Cortina Madrid: Síntesis, 2001
- Agua y desarrollo sostenible: vida, medio ambiente y sociedad (2004)
- Glosario general de tecnología Madrid: Editorial Síntesis, S.A., 1997, 2 vols.
- Diccionario enciclopédico de tecnología, Madrid: Editorial Síntesis, S.A., 2001, 2 vols.
- Con José Manuel Perlado y Mireia Piera, Principios físicos del desarrollo energético sostenible, Madrid: Fundación para el Fomento de la Innovación Industrial (2003)